# Willkommen im Haus der Eulen
Willkommen im Haus der Eulen (Originaltitel: The Owl House) ist eine US-amerikanische Zeichentrickserie für Kinder, die von Disney Television Animation für die Walt Disney Company umgesetzt wurde. Die Premiere der Serie fand am 10. Januar 2020 auf dem US-amerikanischen Disney Channel statt. Im deutschsprachigen Raum erfolgte die Erstausstrahlung der Serie am 31. August 2020 durch den Disney Channel Deutschland.
Die Serie hatte insgesamt drei Staffeln und spannte von 2020 bis 2023. Eine Folge dauerte durchschnittlich 22 Minuten. Eine Folge wurde aber in Staffel drei bis zu 58 Minuten lang.

## Handlung
Luz Noceda ist ein 14-jähriges Mädchen, welches aufgrund häufiger Erregungen von Ärgernissen in der Schule auf Anordnung ihres Schulrektors in das Reality Check Summer Camp geschickt werden soll. Doch versehentlich gelangt Luz in ein altes verlassenes Holzhaus und stolpert über ein Portal in eine andere Welt, anstatt zum Reality Check Summer Camp zu gehen. Auf den „Brodelnden Inseln“, die aus den Überresten eines toten Titanen bestehen, freundet sie sich mit der rebellischen Hexe Eda, der Eulenlady, und ihrem dämonischen Mitbewohner King an. Obwohl Luz keine magischen Fähigkeiten besitzt, verfolgt sie ihren Traum, eine Hexe zu werden, indem sie als Edas Lehrling im Eulenhaus dient und schließlich eine neue Familie in einer unwahrscheinlichen Umgebung findet.
In der zweiten Staffel sucht Luz einen Weg zurück in die Menschenwelt, King erfährt die Wahrheit über seine Herkunft und Eda schließt wieder Kontakt mit ihrer Schwester, Lilith. Währenddessen lernen die Hauptfiguren von den Plänen des Imperator Belos, der mit einem Zauberspruch des mysteriösen Sammlers allen Hexen ihre Magie entziehen möchte. Am Ende der zweiten Staffel gelangen Luz und ihre Freunde über ein Portal zurück zur Menschenwelt und Luz kehrt zurück zum Haus ihrer besorgten Mutter.
In der dritten Staffel suchen Luz und ihre Freunde einen Weg zurück in die Dämonenwelt. Als Imperator Belos, welcher es ebenfalls in die Menschenwelt geschafft hat, ein Portal dorthin öffnet, gelangen Luz, ihre Freunde und ihre Mutter wieder zu den brodelnden Inseln, wo sie feststellen müssen, dass der Sammler die gesamten Inseln in sein Spiel verwandelt hat. Nachdem Luz und ihre Freunde den Sammler zuerst bekämpfen wollen, gewinnen sie diesen schließlich als Verbündeten, besiegen Imperator Belos und retten damit die brodelnden Inseln.

## Figuren

### Protagonisten

#### Luz Noceda
Luz ist ein vierzehnjähriges dominikanisch-amerikanisches Mädchen mit latinischen Wurzeln, das durch ein magisches Eulenportal auf den brodelnden Inseln landet und sowohl Edas Lehrling als auch eine neue Austauschschülerin an der Hexstein-Akademie (im Original Hexside Academy) wird. Luz liebt alles Fantasievolle und Magische und möchte eine Hexe werden.
Sie findet heraus, dass sie Magie einsetzen kann, indem sie Glyphen zeichnet, um Magie zu wirken. Sie beherrscht vier Glyphen: Licht, Eis, Pflanzen und Feuer, und später in Staffel zwei erlangt sie aus einer Kombination der Glyphen neue Fähigkeiten. So entdeckte sie etwa die Kombinationen für Unsichtbarkeit und Nebel.
Sie wurde schließlich als eine offizielle Schülerin von der Hexstein-Akademie aufgenommen, wo sie den Schulleiter Buckel beeindruckte und als erste Schülerin Magie aus allen Klassen lernen durfte. Von Eda hat Luz einen Umhang aus Hexenwolle bekommen, welcher in der Lage ist, die meisten Zauber abzuwehren und sie zu schützen. Als Mensch verträgt Luz viele Lebensmittel der brodelnden Inseln wie die Milchprodukte nicht und reagiert auch anders auf dortige Krankheiten wie „Schimmelfrost“.
Sie wurde bei der Serienproduktion nach Dana Terrace bester Freundin Luz Batista benannt. Luz Noceda kann neben der Sprache der Bewohner der „Brodelnden Inseln“ ebenso die spanische Sprache fließend sprechen. In ihrer Kindheit hat Luz längere Haare, welche sie ab ihrer Jugend schneidet. Jenseits der Hexstein-Akademie trägt sie meist ein lila-weißes Hemd und eine dunkel cyangraue Hose. Während ihrer Ausbildung zur Hexe freundet sich Luz immer mehr mit Odalia und Alador Blights Tochter Amity an und verliebt sich im Laufe der Zeit in sie. In Staffel 2 gestehen sie und Amity Blight sich ihre Liebe und werden ein Paar.
In der dritten Staffel wird sie zum Menschen reich gesendet, wo sie für mehrere Monate dort gefangen ist. Zuerst will sie in der Menschen Welt bleiben, da sie sich selbst für die Macht des Sammlers blamiert, aber nach dem ihre Mutter Luz wieder motivierte reist durch ein von Belos eröffnetes Portal zurück zur brodelnden Inseln. Dort kämpft Luz zusammen mit Eda und King in der Dämonenwelt gegen den Bösewicht Imperator Belos alias Philipp Wittebane. Luz wird hierbei in der Paralleldimension zwischen der Menschenwelt und der Dämonenwelt von dem Titan und Vater, dem King, zu einer Titanenhexe verwandelt. Darauf besiegt sie mit ihren Glyphenkräften Imperator Belos, indem sie ihn aus seiner Verankerung reißt und mit den Glyphen zerstrahlt, worauf Eda, Raine und King anschließend die verbleibenden Reste des Imperators vernichten.

#### Edalyn „Eda“ Dornenklaue
Eda ist eine extrem mächtige Hexe und die Mentorin von Luz, die über den Sommer bei ihr Hexerei lernt. Eda hat lange, buschige, graue Haare und goldene Augen. So wie alle Hexen der Brodelnden Inseln hat sie spitze Ohren. Eda nutzt ihre buschigen Haare auch, um Dinge zu lagern, wie Kings abgebrochenes Horn. Sie trägt ein ärmelloses, zweifarbiges, kastanienbraunes Kleid mit einem zerrissenen Saumdesign und grauen Leggings. Ihr Schmuck besteht aus zwei orangefarbenen Kugelohrringen und einem bernsteinfarbenen Kugelring. Zudem trägt sie einen ovalförmigen, bernsteinfarbenen Stein oberhalb ihrer Brust, welcher ihr als Kind von einem Heilmagier überreicht wurde, um die Aktivität des auf ihr lastenden Fluches zu überwachen. Als Schuhe trägt sie kastanienbraune Stiefel mit hohen Absätzen. Aufgrund des Fluches ist Eda vorzeitig gealtert, wodurch sie, obwohl sie Mitte 40 ist, eher aussieht, wie Ende 50. Sie wird auf den Brodelnden Inseln von den Behörden gesucht, da sie sich weigerte, einem Hexenzirkel beizutreten. Eda ist sehr rebellisch und hat eine Abneigung gegenüber autoritären Personen.
Um über die Runden zu kommen, verkauft Eda sowohl selbst gebraute Zaubertränke als auch Gegenstände aus der Menschenwelt, wobei sie keine Ahnung hat, was diese eigentlich darstellen. Sie hält etwa Deodorants für Süßigkeiten, Kleiderbügel für Ohrringe und alte Anime-Videokassetten für Trainingsvideos. Bei der Beschaffung der Gegenstände nutzt Eda ein Portal, das vom Antagonisten Philipp Wittebane, alias Imperator Belos gebaut wurde, welches Eda fand, als sie ein Teenager war. Als sie jünger war, wurde Eda verflucht, wodurch sie sich in die Eulenbestie (engl.: owl beast) verwandelte. Der Fluch kann jedoch durch ein Elixier eingedämmt werden. Eine Nebenwirkung des Fluches ist, dass Eda ihre Gliedmaßen vom restlichen Körper trennen kann, wodurch ihr auch eine Enthauptung nicht besonders viel ausmacht. Dank Holzi hat Eda es geschafft, ihren Fluch als Teil ihrer selbst zu akzeptieren und mit dem Wesen des Fluches zu kommunizieren. Seitdem verwandelt sie sich nicht mehr in die Eulenbestie, sondern kann willentlich eine Harpyien-Form annehmen. In dieser Form ist Eda viel stärker, hat eine Art kastanienbraunes Federfellkleid am ganzen Körper und riesige, beige Flügel auf dem Rücken, mit denen sie fliegen kann. Um ihre menschliche Form anzunehmen, muss sie etwas vom Elixir trinken. Da diese Form durch einen Handel zwischen ihr und der Eulenbestie entstand, muss Eda in ihrer Harpyien-Form auch etwas für die Eulenbestie tun; meist muss sie nur Beutetiere der Eulenbestie jagen. Seitdem Lilith die Bürde des Fluches mit Eda teilt, ist sowohl eines von Edas goldenen Augen, als auch eines von Liliths türkisen Augen grau gefärbt.
Wenn es um Luz geht, zeigt Eda eine sehr fürsorgliche und mütterliche Seite. So hat sie, trotz der im Verlauf der zweiten Staffel der Serie entstehenden Geldprobleme, durch den Verlust des Portals und eines Großteils ihrer Magie, immer die Zutaten für die Lieblingsgerichte von Luz vorrätig, da Luz als Mensch nicht alle Lebensmittel auf den Brodelnden Inseln verträgt. Auch war es ihr egal, dass sie im Kampf mit Lilith ihre gesamte Magie verbrauchte, als diese Luz entführte, obwohl sie dadurch drohte, sich für immer in die Eulenbestie zu verwandeln. Auch sind sie und King in den Talismaneichenhain eingedrungen, um für Luz ein Stück des seltenen Talismaneichenholzes (engl.: palistrom wood) zu besorgen, als sich keines der Vertrautentiere für Luz entschied, damit Luz sich selbst eines schnitzen kann. Eda sieht Luz weniger als ihre Schülerin, sondern vielmehr als ihre Tochter.

#### Eulenbestie
Die Eulenbestie war einst ein eigenständiges Lebewesen, welches auf der brodelnden Insel lebte und wie eine Mischung aus Schleiereule und Raubkatze aussah. Es wurde von einem geheimnisvollen Zauberer, dem Sammler, eingefangen und in eine Schriftrolle verwandelt. Diese Schriftrolle gelangte in den Besitz von Lilith, die damit Eda verfluchte. Ein Nebeneffekt war, dass die Eulenbestie Edas Magie negativ beeinflusste, wodurch sie nach einer Weile nur noch sehr schwache Zauber wirken konnte. Ohne das Elixier hat die Eulenbestie immer die Kontrolle über Eda übernommen, wodurch Eda sich verwandelte. Nachdem Holzi Eda Kekse mit Schlafnesseln (Schlafmittel) untergejubelt hatte, wurden Edas Träume verstärkt, dadurch sah Eda die Vergangenheit der Eulenbestie und beide akzeptierten den jeweils anderen als Teil von sich selbst. Durch diesen Deal besteht nicht mehr die Gefahr, dass Eda zur Bestie wird, sondern sie verwandelt sich in eine Harpyien-Form und hat die volle Kontrolle. Um diese Form anzunehmen, muss Eda eine Gegenleistung erbringen, welche meist darin besteht, dass sie Beutetiere der Eulenbestie (meist Wühlmäuse) jagen muss.

#### King Dornenklaue
King ist ein kleiner wolfsähnlicher Dämon mit einem totenschädelartigen Kopf, einem grauschwarzen Fell und einem abgebrochenen Horn und Edas Mitbewohner, der der selbst ernannte König der Dämonen ist. Er verbringt einen Großteil der Serie damit, ein lebhafter Unruhestifter zu sein und lässt sich von den anderen verwöhnen. Sehr gerne verspeist er Süßigkeiten wie Törtchen. Er ist sich seiner Mängel bewusst, aber das hindert ihn nicht daran, seine Dominanz auszuüben. Nachdem er Luz kennengelernt hat, spricht er sie wie eine Dienerin an, behandelt sie aber langsam wie eine enge Freundin und beginnt sogar, Aspekte des Verhaltens eines Haustiers um sie herum zu übernehmen. Er gibt später zu, dass er sie immer dann vermisst, wenn sie für längere Zeit weg ist. Seitdem ist er offen zu ihr hingezogen und behält gleichzeitig seine wilde Haltung bei. Im Verlauf der Geschichte fängt er an, Luz als seine große Schwester zu betrachten.
In Staffel 2 wird offenbart, dass er von einer entfernten Insel stammt und Eda ihn dort in einer uralten Ruine gefunden hat. Dort schlüpfte er einst aus einem Ei und wurde von einem roboterähnlichen Wesen beschützt. In „Magische Klänge“ lässt King sich offiziell von Eda adoptieren, wodurch sie offiziell zu seiner Mutter wird, anstatt nur eine Mutterfigur für ihn zu sein. In der zweiten Staffel wird ebenso sein zweites abgebrochenes Horn wieder zu einem ganzen Horn geheilt.
Durch Holzi gelingt es King, eine Fähigkeit von sich zu entdecken, mit welcher er in der Lage ist, Schallschreie auszustoßen. Diese Gabe kann er, ähnlich wie bei Fledermäusen, zur akustischen Orientierung, aber auch zum Angriff nutzen.
In „Am Rande der Welt“ reist King mit Luz und Holzi zu einer weit entfernten Insel, auf der die Gruppe der Titanen-Jäger lebt. Da diese aussehen wie er, glaubt King, seine Familie gefunden zu haben. Luz findet dort heraus, dass King kein gewöhnlicher Dämon, sondern der letzte noch lebende Titan ist. Er ist der Sohn des Titanen, dessen Körper die brodelnden Inseln bildet.
In der letzten Staffel hilft King Luz und Eda dabei, den Sammler auf ihre Seite zu bringen und später Belos zu zerstören.

#### Holzi (Hooty)
Holzi ist der witzige, empfindungsfähige, schleiereulenköpfige Türklopfer des titelgebenden Hauses, der auch seinen Hals zu riesigen Längen ausstrecken kann und so die Form einer Schlange annimmt. In der Originalversion wird er Hooty genannt. Wo Holzis Limit liegt, ist unbekannt, jedoch konnte er sich vom Haus der Eulen bis zum Anwesen der Blights strecken, um Amity in den Tunnel der Liebe zu entführen. Auch ist er in der Lage sich vom Haus zu trennen, wobei ein Loch in der Tür zurückbleibt, durch welches man innere Organe erkennen kann. Holzi kann sich aber auch auf seinen Wunsch in ein kleines kuckucksuhrförmiges Miniaturhaus verpflanzen, um auf längeren Ausflügen dabei zu sein. Luz, Eda und King neigen dazu, ihn zu ignorieren, nicht nur, weil er ein Haus ist, sondern weil er dazu neigt, sich surreal, unbeholfen oder nervig um sie herum zu verhalten. Auf seinem Hals trägt er ein Graffiti von Luz. Holzi wird von Lilith oft „Hausdämon“ oder auch „Holzifer“ (im Original Hootsifer) genannt. Trotz seiner Wesensart ist Holzi ein sehr effizientes Sicherheitssystem gegen Mitglieder des Imperator-Zirkels.
Holzi und Lilith werden gute Freunde und bleiben, auch, nachdem Lilith wieder zu ihren Eltern gezogen war, um die verlorene Zeit nachzuholen, miteinander in Briefkontakt. Holzi sorgt sich sehr um seine Freunde. So half er King dabei, seine Fähigkeiten zu entdecken; Eda half er, ihren Fluch zu akzeptieren, wodurch sie in der Lage ist, zu einer Harpyie zu werden; und er half Luz und Amity dabei, sich ihre Gefühle füreinander einzugestehen.
Obwohl er meist nur als Hals mit Kopf sichtbar ist, ist er trotzdem in der Lage, Dinge zu tun, für die man Hände benötigt. So kann er Kekse backen und war in der Lage, in kurzer Zeit ein bisher unbekanntes zweites Kellergeschoss in einen Tunnel der Liebe für Luz und Amity zu verwandeln.
Er gehört zur Kategorie der Käfer-Dämonen und ist dadurch in der Lage, Tänze zu deuten. So hat er Kings Versuch in „Tunnel der Liebe“, mithilfe von Tanzen wie ein Käferdämon zu kommunizieren, als Beleidigung gegen seine Mutter interpretiert.
Holzi frisst meistens Käfer, aber es kommt auch immer mal wieder vor, dass er die Post frisst. So hat er einen Brief für King gefressen, als ein Käfer darüber krabbelte.

#### Amity Blight
Amity ist eine ehrgeizige Hexe und Top-Schülerin an der Hexstein-Akademie und Expertin für Abscheulichkeiten (im Original Abominations). Sie erscheint zunächst arrogant und unnahbar, ist aber eigentlich viel freundlicher als sie es zeigt. Sie hat zuerst türkis gefärbte und später ab der Episode „Die Spiegelglas-Ruinen“ violett gefärbte braune Haare und goldene Augen. Gegen Ende der zweiten Staffel trägt Amity oft ein Mond-Amulett um ihren Hals. Amity wird zu Beginn als Luz’ Hauptkonkurrentin vorgestellt und macht sich über Willow lustig, weil sie offensichtlich kein magisches Talent hat. Später freundet sich Amity schließlich mit Luz an und verliebt sich in Luz. Wie Luz ist auch Amity ein großer Fan der Romanreihe „Die Gute Hexe Azura“.
Amity und Willow waren als Kinder die besten Freundinnen, aber ihre strengen und herablassenden Eltern sagten ihr, sie solle die Beziehung zu Willow abbrechen, da diese viel zu schwach ist, um eine Hexe zu sein. Wenn sie dies nicht tue, würden sie sicherstellen, dass Willow niemals in Hexstein aufgenommen wird. Leider war Amity dazu gezwungen und äußerst traurig, dass sie ihre einzige wahre Freundin in ihrem Leben verletzen musste. Amity mag Skara und Boscha nicht, weil sie findet, dass sie gemein und grausam gegenüber Menschen sind. Sie betrachtete diese beiden nie als ihre Freundinnen, weil sie von ihren Eltern angewiesen wurde, sich mit ihnen anzufreunden, da sie sehr mächtige Hexen sind. Seit der Episode „Kampfgeist“ betrachtet sie Boscha wegen ihrer Behandlung von Willow und anderen nicht weiter als Freundin und distanziert sich von ihr.
Im Laufe der Geschichte, fängt Amity an Luz zu akzeptieren und verliebt sich in sie. Durch die Hilfe von der Türklopfereule Holzi wurden sie und Luz in der Episode „Tunnel der Liebe“ ein Paar. In der Episode „Das beste für die Familie“ wird sie von Luz gerettet und die beiden teilen ihren ersten Kuss.
Um Luz zu schützen, ist Amity bereit vieles zu tun. So gab sie Hunter in „Eklipsen See“ den Portalschlüssel, als dieser drohte, Luz etwas anzutun. Zuvor beschädigte sie den Schlüssel und ließ die Hälfte des Titanenblutes in ihren Handschuh sickern.

#### Willow Park
Willow ist eine schüchterne und freundliche Hexe. Sie hat dunkelblaue, zu zwei Zöpfen zusammengeschnürte Haare und grüne Augen, und sie trägt eine Brille. Willow hat zwei Väter. Sie ist eine Schülerin von der Hexstein-Akademie und Luz’ und Gus’ Freundin, die sich mit Pflanzenmagie auskennt und Pflanzen bändigen kann. Ursprünglich wurde Willow auf Wunsch ihrer Eltern in die Abscheulichkeitsklasse eingestuft, bis sie durch den Einsatz von Pflanzenmagie in die Pflanzenklasse versetzt wurde. Sie und Amity waren als Kinder die besten Freundinnen, aber da Amitys Eltern wegen ihres Mangels an Magie nicht mit ihr in Verbindung gebracht werden wollten, brach Amity die Beziehung zu ihr ab, was sowohl ihr als auch Amity großes Elend verursachte. Während der zweiten Staffel entwickelt sich Willow zur Anführerin eines Flyer-Derby-Teams für magische Gruppensportarten und freundet sich mit Hunter an, welcher in dieser Zeit noch vorgibt, Caleb zu sein. Später offenbart Hunter ihr seinen wahren Namen.
In der dritten Episode intensiviert Willow die Beziehung mit Hunter und steht treu an seiner Seite. So tröstet Willow Hunter beispielsweise in demjenigen Moment, als Hunter sein Palisman-Tier, einen roten Kardinalvogel mit Namen Flapjack verliert. In der zweiten Folge der dritten Staffel hält sie zusammen mit Hunter Händchen, während auch Luz und Amity dies tun.

#### Augustus „Gus“ Porter
Gus ist ein zwölfjähriger Hexer und Schüler von Hexstein und Luz’ und Willows Freund, der ein Meister der Illusionsmagie ist und telekinetische Kräfte besitzt. Er war einmal Präsident eines Clubs für Menschenverständnis, bevor er nach dem Vorfall im Nachsitzraum von Direktor Buckel aus der Position entfernt wurde. Sein Vater Perry Porter arbeitet als Nachrichtenreporter. Ebenso besitzt Gus einen Ausweis für die Bibliothek von Hexstein.
In Staffel 2, hatte Gus einen Wachstumsschub wegen der Hexenpubertät, wodurch er fast so groß ist wie Luz. Obwohl sein Spitzname „Gus“ ist, wird er von Eda immer „Gubs“ genannt. Zu seinem Leidwesen hat sich die Falschbezeichnung „Gubs“ in der Hexstein-Akademie bereits durchgesetzt. In der dritten Staffel kommt er zusammen mit seinen Freunden Luz, Amity, Willow und Hunter in der Menschenwelt an und wird von Camila Noceda in ihrem Haus als Übernachtungsgast aufgenommen. Danach beschließen er und seine Freunde, in die Dämonenwelt zurückzukehren und Imperator Belos zu besiegen.

#### Der goldene Wächter / Hunter
Der goldene Wächter, mit richtigem Namen Hunter, ist ein Grimmwandler, welcher von Imperator Belos gemacht wurde, und sieht Belos’ Bruder Caleb ähnlich. Nachdem Lilith sich gegen Imperator Belos gestellt hatte, wurde er zum neuen Leiter des Imperator-Zirkels. Er gilt als talentiertes Teenie-Genie und ist nur Belos unterstellt. Er hat keine magischen Kräfte, da er ein Grimmwandler ist, was er jedoch einen Großteil der Serie lang nicht weiß. Deshalb verwendet er einen von Belos geschaffenen Stab mit künstlicher Magie. Dieser Stab ermöglicht es ihm, viele Arten von Magie zu verwenden, wobei er oft Teleportation verwendet.
Nach einem Abenteuer mit Luz fängt er an, seinen Erschaffer infrage zu stellen. Bei diesem Abenteuer hat sich eines der herrenlosen Vertrautentiere von Lady Fledermaus für ihn entschieden, weshalb er heimlich einen neuen Stab benutzt, wenn keiner vom Imperator-Zirkel anwesend ist. Als er mit Luz in den Erinnerungen des Imperators gefangen ist, wird ihm seine wahre Herkunft als von Belos erschaffener Klon bewusst. Er flieht vor dem Imperator-Zirkel und wird von Luz’ Freunden in Hexstein aufgenommen, welche er im Kampf gegen Belos unterstützt.

### Antagonisten

#### Imperator Belos / Philip Wittebane
Obwohl er ein Mensch ist, gibt er sich als Hexer aus und herrscht über die brodelnden Inseln. In „Eklipsen See“ wird erstmals sein Gesicht ohne Maske gezeigt; er hat blaue Augen, langes Blondes Haar, freundliche Gesichtszüge. Ein Teil seines Gesichtes wird von einer Art grünlichen Narbe mit Löchern bedeckt. Belos hat einen verstorbenen älteren Bruder namens Caleb Wittebane. Der Imperator-Zirkel ist Belos persönliches Gefolge. Laut Geschichtsbüchern hat Imperator Belos die lästigen Dämonen und Hexen, die den Titan verärgerten, beseitigt und dafür gesorgt, dass der Rest der Magie-Nutzer ihre Magie richtig einsetzt. Er kreierte das Zirkelsystem und die Regel, dass Hexen, die sich keinem Zirkel anschließen, versteinert werden. Lilith schloss sich dem Imperator-Zirkel an, mit dem Deal, dass Belos Eda von ihrem Eulenmonster-Fluch befreit, wenn sich diese dem Zirkel ebenfalls anschließt. Als sie Eda endlich gefangen nahm, brach Belos jedoch sein Versprechen. Belos plant, am Tag der Einheit Zugang zur Menschenwelt zu erhalten. Er ist der Erschaffer des goldenen Wächters, Hunter.
In der Vergangenheit gab es laut Gerüchten einen Zwischenfall mit wilder Magie, bei welchem Belos seine Familie verlor und der Auslöser dafür war, dass er die gesamte wilde Magie vernichten will. Seit diesem Zwischenfall ist sein Körper teilweise instabil, so passiert es immer wieder, dass er sich in ein Monster bestehend aus einer Art Schlamm verwandelt und anfängt, Dinge zu zerstören. Nach diesen Anfällen zerbricht er einen Vertrautentierstab einer der Versteinerten Hexen und extrahiert die Magie des Vertrautentieres, um sich zu stärken und seinen Körper wieder zu stabilisieren. Er möchte die Dämonenwelt auslöschen, um in der Menschenwelt als Hexenjäger gefeiert zu werden.

#### Sammler (Collector)
Der Sammler hat eine unklare Herkunft, er wird auch als „Kind der Sterne“ beschrieben. Er trägt in seiner befreiten Form viele Himmelskörper auf seiner Kleidung. Trotz seines kindlichen Auftretens hat er Zugriff auf die mächtigsten Zaubersprüche, mit denen er in befreiter Form sogar Naturgesetze brechen kann. Der Geist des Sammlers wurde vor langer Zeit von Kings Vater in einer Sphäre in der Zwischenwelt gefangen, welche die Menschenwelt von der Dämonenwelt trennt. Weil er in diese Dimension eingefangen wurde, ist er auf die Unterstützung von Belos angewiesen, der wiederum die Magie des Sammlers für seine Zwecke benötigt. Dem Belos lehrt der Sammler den mächtigsten Zauber für den Tag des Einklangs, aber unter der Bedingung, dass er darauf von Belos befreit wird. Dieses Versprechen legt Belos ihm ab. Als Belos dieses Versprechen jedoch später bricht, schwört der Sammler, sich an Belos zu rächen und bezeichnet diesen als einen Lügner.
Am Ende der zweiten Staffel wird der Sammler von King befreit. Darauf vernichtet der Sammler den Imperator Belos mit der Absicht, mit allen Anwesenden auf den brodelnden Inseln das Spiel „Eulenhaus“ zu spielen. Währenddessen behält er King wegen der Befreiung an seiner Seite.
In der dritten Staffel verwandelt er die meisten Angehörigen der brodelnden Inseln für seine Spiele in Marionetten. Ausschließlich den King nimmt der Sammler als seinen persönlichen Spielgefährten mit sich und verschont auch Odalia, welche er jedoch zu seiner Dienerin macht. Belos, welcher inzwischen im Puppenkörper von Raine Whispers steckt, überzeugt den Sammler, dass King ihn betrügt und gegen ihn paktiert und dass Kings bisherige Freunde im Sinn haben, den Sammler aufzuhalten. Darauf beschließt der Sammler, dafür zu sorgen, dass Luz, Eda und King in einen Albtraum geschickt werden.
In der letzten Episode befreit sich Luz vom Albtraum des Sammlers, indem sie erkennt, dass die von Luz geliebte Amity im Traum der Luz manipuliert ist und Sachen sagt, welche die wahre Amity niemals sagen würde. Darauf beendet Luz mithilfe einer Licht-Glyphe ihren Albtraum und anschließend die Albträume von Eda und King. Danach spricht sie mit dem zornigen Sammler. Er erzählt ihr die Geschichte von seinem ungerechten Schicksal, von seiner Verbannung. Anschließend tröstet Luz den Sammler und weiht ihn in die Lebensgeschichte von sich, Eda und King ein. Der Sammler freundet sich schließlich mit Luz an, verzeiht King und hilft dann den Eulenhaus-Angehörigen dabei, den Imperator Belos zu besiegen.

#### Odalia Blight
Odalia Blight ist die Mutter von Amity, Emira und Edric. Sie hat blaue Augen und türkise Haare, welche sie als strenge Frisur trägt. Als Halsschmuck einen rosavioletten, runden Kristall, mit welchem sie mit Amity reden konnte, Amity hat ihr Gegenstück in der Folge „Der Verweis“ während eines Kampfes zerstört. Sie und ihr Mann Alador, leiten Blight Industries, eine Firma, welche sich auf Waffen auf Basis von Abscheulichkeiten spezialisiert hat. Sie ist sehr streng zu ihren Kindern und war diejenige, die Amity die Haare Türkis färbte. Zu Amity war sie am strengsten und wollte sie auf den von ihr festgelegten Weg bringen, welcher vorsah, dass sie Jahrgangsbeste wird, dem Imperator-Zirkel beitritt und diesen später leitet. Sie war die treibende Kraft dahinter, dass Amity ihre Freundschaft zu Willow beendete. Als Amity in „Der Verweis“ bei einer Präsentation des Abscheulichkeitssoldaten unkonzentriert war und diesen zerstörte, nutzte Odalia ihren Einfluss, um Luz, Willow und Gus, der Hexstein verweisen zu lassen. Da vor allem Luz ihr ein Dorn im Auge war, versuchte sie Luz bei der Präsentation des Abscheulichnators, mehr oder weniger von diesem vernichten zu lassen. Dies wurde von Amity verhindert, welche sich gegen ihre Mutter auflehnte und den Abscheulichnator austrickste, da dieser einem Mitglied der Blights nichts antun kann. Nach der erfolgreichen Präsentation überredete Amity Odalia den Schulverweis von Luz, Willow und Gus rückgängig zu machen. Odalias Mann Alador befürwortete dies, indem er seine Frau darauf hinwies, dass Amity genau die Fähigkeiten gezeigt hatte, die man benötigt, um einen Zirkel zu leiten.

#### Kikimora
Kikimora ist ein kleines Dämonenmädchen mit kindlichem Charakter, rotem Gesicht, spitzen Ohren und einer Hand auf ihrer Stirn. Sie zählt zur Dämonenspezies der zweibeinigen Dämonen. Sie ist die ehemalige Assistentin von Imperator Belos und anschließend die Assistentin von Odalia Blight. Während der zweiten Staffel hilft sie der Odalia bei der Transportation von Abomaton-Soldaten und daher indirekt beim Hervorbringen des Entzugzaubers durch Imperator Belos. In der dritten Staffel tarnt sie sich als kleinwüchsige Schülerin der Hexstein-Akademie und hilft Boscha bei ihren Konzepten. Als getarntes Mädchen versucht sie so, Luz und ihre Freunde nahe bei der Dunkelkammer der Akademie in eine Falle zu locken und auszuschalten. Nachdem sie jedoch von den immer übleren Machenschaften des Belos erfährt und von dem verächtlichen Wesen des Imperators genug hat, hilft sie den Freunden von King und Luz dabei, den Zauber von Belos zu brechen.

### Wiederkehrende Nebenfiguren

#### Camila Noceda
Camila ist Luz’ Mutter, die sie ins Sommerlager schickt, um ihre überaktive Fantasie einzudämmen. Da sie nicht weiß, dass Luz sich auf den Brodelnden Inseln befindet, bleibt sie weiterhin per SMS mit ihr in Kontakt. Sie ist Veterinärin und befreit immer wieder Kleintiere, welche in von Jacob Hopkins aufgestellten Fallen gefangen waren. In „Die Grom-Königin“ wird offenbart, dass sie Briefe über das Sommercamp von jemandem bekommt, der vorgibt, Luz zu sein. Als Luz sie aus der Zwischenwelt kontaktiert, rettet sie Vee vor Jacob Hopkins. Camila akzeptiert Vee in ihrem Haus und verspricht Luz sich um sie zu kümmern. Bevor Luz das improvisierte Portal zusammenbricht, können sich beide noch unterhalten. Camila ist glücklich, dass Luz auf den brodelnden Inseln viel erwachsener geworden ist. Sie ist aber auch verärgert, als sie erfährt, dass Luz sich mehr oder weniger dazu entschieden hat, dort zu bleiben. Eda, King und Holzi ziehen Luz allerdings aus der Zwischenwelt, bevor Luz ihrer Mutter die Situation vollständig erklären kann. Am Ende der zweiten Staffel in der Folge Tag des Einklangs empfängt Camila mit Freudentränen ihre Tochter Luz vor der Haustür und nimmt Luz und ihre Hexenfreunde in der eigenen Wohnung als Unterkunft auf. Gegen Ende der ersten Folge der dritten Staffel reist Camila zusammen mit Luz und den Angehörigen der Hexstein-Akademie in die Dämonenwelt zu den Brodelnden Inseln und erkundet mit Begeisterung diese magische Welt.

#### V (Vee)
V oder Vee ist ein weiblicher Basilisk, welcher den Platz von Luz einnahm, als diese auf die brodelnden Inseln ging. Sie ist in der Lage, ihre Gestalt zu ändern und Magie zu absorbieren. Als Luz durch ihr improvisiertes Portal im Raum zwischen den Welten landete und durch reflektierende Oberflächen in die Menschenwelt blicken konnte, entdeckte sie V und freundete sich mit ihr an. Auf den brodelnden Inseln lebte V in Angst, da Belos sie und andere ihrer Art wegen ihrer Fähigkeit, Magie zu absorbieren, verfolgte. Sie wurde in der Menschenwelt von Jacob Hopkins, dem Kurator der historischen Gemeinschaft von Gravesfield, gefangen genommen und dann von Camila gerettet. In Camilas Haus wird V untergebracht und dort von Camila für viele Tage versorgt. Nach der Rückkehr von Luz und ihren Hexenfreunden in die Menschenwelt lernt V den Freundeskreis von Luz intensiv kennen. V hilft den Freunden von Luz bei der Planung der Überführung von Belos.

#### Hieronymus Buckel
Hieronymus Buckel ist der Direktor der Hexstein-Akademie für Magie und Dämonologie, der einen dämonischen Hut über der Hälfte seines Gesichts trägt. In der Episode „Ein neuer Zauber“ wurde offenbart, dass er der junge Schüler war, der für die Niederlage der gegnerischen Schule verantwortlich war, und beim Bau von Hexstein half, wie in der Informationsbroschüre gezeigt wird. Nach den Ereignissen der Episode „Erster Schultag“ akzeptierte er zunehmend den Wunsch der Schüler, mehr als eine magische Kategorie zu erlernen, nachdem Luz und ihre neuen Freunde, die Schüler der Nachsitzklasse, dank ihrer gemischten magischen Fähigkeiten, die Schule vor einem tödlichen Großbasilisken gerettet hatten, der versuchte all die Magie von Mitarbeitern und Schülern zu verschlingen. Seit diesem Tag hat er offiziell gestattet, dass die Schüler nun die Möglichkeit haben, mehr als eine magische Kategorie zu lernen. Sein Vertrautentier ist ein kleiner Teufel namens Frewin, welcher die meiste Zeit wie eine Mütze auf seinem Kopf sitzt und ihm dabei hilft zu sehen, da ihm ein Auge fehlt und das andere durch eine Narbe geschädigt ist. In Staffel 2 wird offenbart, dass er sich zwar über die Aktionen von Luz, Willow und Gus aufregt, aber eigentlich sehr froh darüber ist, da die Schule ohne die drei so langweilig ist.

#### Lilith Dornenklaue
Lilith ist eine sehr mächtige Hexe und Edas entfremdete, um zwei Jahre ältere Schwester und Anführerin des Imperator-Zirkels. Sie kümmert sich immer noch um ihre Schwester, indem sie Eda sagte, dass der Imperator ihren Eulenmonsterfluch heilen kann und möchte, dass sie sich dem Imperator-Zirkel anschließt. In „Der heilende Hut“ wird offenbart, dass sie diejenige war, die Eda in jungen Jahren verflucht hat, sich in das Eulenmonster zu verwandeln, da sie neidisch auf ihr magisches Talent und ihre unermessliche Kraft war. Dies führte zu Liliths Abmachung mit Imperator Belos, weil sie sich für das, was sie ihrer Schwester angetan hat, schuldig fühlte. Nach Luz’ Duell mit Imperator Belos verrät Lilith dem Imperator, um Luz zu helfen, und nutzt ihre Magie, um den Fluch mit Eda zu teilen. Anders als Eda wird sie nicht zu einem Eulenmonster; sondern zu einem Rabenmonster, welches um ein Vielfaches größer ist als das Eulenmonster. Sie fand im Haus der Eulen Unterschlupf, nachdem sie Belos verraten hatte. Nachdem Luz ihr und Eda die Grundlagen der Glyphen-Magie beigebracht hatte, entdeckte Lilith die Glyphen-Kombinationen, mit welchen verschiedene Magien wie Unsichtbarkeit oder Nebel gewirkt werden können.

#### Emira und Edric Blight
Emira und Edric sind Amitys ältere Geschwister und Illusionisten. Sie machen sich häufig über sie lustig und nennen sie gerne bei ihrem Spitznamen Mittens, aber entschuldigen sich auch oft bei ihr und helfen ihr immer in der Not. Emira und Edric sorgen gerne für Chaos und richten häufig auf eine vandalistische Weise Sabotagen an. Sie brennen etwa in der zweiten Staffel die Fabrik nieder, mit welcher ihre Mutter Odalia ihre kalten Pläne in die Tat umsetzen wollte. Jedoch können Emira und Edric sie auch sehr überfürsorglich sein und sind da, wenn Amity sie braucht. So halfen sie Amity dabei, sich die Haare umzufärben und haben sie dabei unterstützt, ihre Gefühle für Luz zu akzeptieren.

#### Lady Fledermaus
Lady Fledermaus ist ein großer fledermausartiger Dämon, welcher wie der Kopf einer Frau mit Fledermausflügeln und Fledermausbeinen aussieht. Sie ist einer der reichsten Bewohner der brodelnden Inseln, und es kann vorkommen, dass sie jemanden ohne Vorwarnung um etwas bittet. So bat sie Eda ohne Vorwarnung, sich einen Tag um ihren Nachwuchs zu kümmern, dafür bekam Eda eine Truhe mit Schnecken und eine Pfeife, mit welcher sie von Lady Fledermaus einen einzigen Gefallen einfordern kann. In der Folge „Wo ist Heulbert?“ stellt sich heraus, dass Lady Fledermaus herrenlose Vertrautentiere, welche verstoßen wurden oder geflohen sind, beherbergt und sie vor Gefahren beschützt, da sie selbst auch ein Vertrautentier ist. Sie war das Vertrautentier eines Riesen, jedoch zerbrach der Stab und der Vorfall liegt bereits so lange zurück, dass sie sich nicht mehr genau erinnern kann. In „Das Geheimnis des goldenen Wächters“ hat sie zusammen mit Eda, die herrenlose Vertrautentiere zum Hexstein gebracht, im Zuge einer Aktion, bei welcher sich die Schüler mit einem der Vertrautentiere verbinden konnten.
Zusammen mit Edas Vater, Dell Dornenklaue einem berühmten Handwerker, der für seine Geschickt beim Schnitzen von Vertrautentieren bekannt ist, arbeitet sie daran, die Talismaneichen wieder aufzuforsten.

#### Gwendolyn Dornenklaue
Gwendolyn ist die Mutter von Eda und Lilith Dornenklaue. Sie ist Mitglied des Zirkels der Bestienhüter und ist als solcher dazu in der Lage, die Bestien der brodelnden Inseln zu kontrollieren. Sie hat buschige, kurze, graue Haare und einen, durch ihre zahllosen Abenteuer gestählten, kräftigen Körperbau, wobei sie, ähnlich wie Eda, Dinge in ihren Haaren aufbewahren kann. Als Eda und Lilith noch jung waren, hat sie sich wegen des Fluches vor allem um Eda gekümmert, jedoch hatte sie vorher schon der recht selbstständigen Lilith weniger Aufmerksamkeit geschenkt. Sie besuchte über die Jahre hinweg, Eda immer wieder im Haus der Eulen und hatte jedes Mal eine neue Möglichkeit dabei, mit der sie hoffte, Edas Fluch zu brechen. Bei ihrem letzten Besuch hatte sie Anweisungen von Wortlop, einem vermeintlichen Experten auf dem Gebiet der Heilmagie, erhalten und wurde von Luz unterstützt, diese an Eda anzuwenden. Während der angeblichen Behandlung kamen Luz immer mehr Zweifel und so wurde Gwendolyn, immer wieder von Luz, auf die Seltsamkeiten der einzelnen Schritte, welche unter anderem frieren, schwitzen und fliegende Schlangen beinhalteten, hingewiesen. Gwendolyn wollte das jedoch nicht einsehen, da sie Wortlop und seiner Lehre rundum vertraute. Dieses Vertrauen ging sogar so weit, dass sie ihr Vertrautentier auftrug, alle Elixiere im Haus der Eulen zu stehlen. Als Eda und Lilith dann beide ihre Bestiengestalt annahmen, kehrte sie zu Wortlop zurück, wo sie feststellen musste, dass es sich bei Wortlop eigentlich um eine Gruppe von betrügerischen Gremlins handelte. Sie vertrieb die Gremlins aus Knochenstädt, indem sie ihnen damit drohte, dass, sollten sie sich jemals wieder in Knochenstädt blicken lassen, sie ihnen jede Bestie der Inseln auf den Hals hetzen würde. Nachdem sie Wortlop vertrieben hatte, kehrte sie zu Luz und King zurück und half ihnen dabei, Eda und Lilith das Elixier zu verabreichen. Sie kehrte zusammen mit Lilith nach Hause zurück, um die Zeit nachzuholen, welche Gwendolyn damit verbrachte, nach einer Heilung für Eda zu suchen, anstatt sich um Lilith zu kümmern. Zum Abschied verriet sie Luz, dass diese nicht der erste Mensch ist, der auf den brodelnden Inseln lebt, sondern jemand namens Philip Wittebane, und Luz Informationen zu ihm in der Bücherei von Knochenstädt finden kann. Zur Sicherheit hat sie eine Menge Elixiere für Lilith mitgenommen, welche sie in ihrer Frisur lagert.

#### Raine Whispers
Raine Whispers war einmal mit Eda Dornenklaue zusammen. Sowohl in der ursprünglichen Version der Serie, als auch in der Übersetzung ist Raine ein nicht-binärer Charakter. Raine ist sehr musikalisch und spielt virtuos Violine. Raine hat eine gebräunte Haut, grüne Augen und spitze Ohren, wie die meisten Bewohner der Inseln, und trägt eine rundglasige Brille.
Raine leitet den Bardenzirkel und gründet später, nachdem die Machenschaften des Imperators aufgedeckt wurden, eine kleine Rebellentruppe, die Barden gegen den Thron (engl.: bards against the throne). Sie setzen sich für den Schutz von Hexen und Hexern ein, welche sich keinem Hexenzirkel, kategorisch unterordnen wollen. Zum Ende der zweiten Staffel hin, koordinieren Raine und Eda zusammen einen, von Lady Fledermaus, entwickelten Plan, welcher zur Verhinderung von Belos' Entzugszauber am Tag des Einklangs führen soll. Zusammen mit Darius und Eberwolf versucht Raine außerdem, Hexen und Hexer für die Rebellengruppe zu rekrutieren, welche am Ende der zweiten Staffel den finalen Angriff gegen Imperator Belos anführt. In der dritten Staffel wird Raine zuerst vom Sammler in eine Puppe verwandelt und danach von Imperator Belos besessen, nachdem dieser in die Dämonenwelt zurückgekehrt war. In der Marionette von Raine versucht Belos anschließend, in das Schlafgemach des Sammlers vorzudringen, wobei er jedoch von diesem überlistet wird. In der letzten Folge des Serienfinales zerbricht Raine die eigene Violine, setzt eine Welle an Magie frei und kann sich so von Imperator Belos befreien. Daraufhin hilft Raine Luz, Eda und King dabei, Imperator Belos endgültig zu vernichten.

#### Heulbert (engl.:owlbert)
Heulbert ist das Vertrautentier von Eda, der Eulenlady. Er sitzt auf ihrem Zauberstab und wurde, zu Beginn der Serie, von Eda gelegentlich in die Menschenwelt geschickt, um neuen Menschenmüll in die magische Welt zu holen, wo Eda diesen dann verkaufte. Heulbert wurde von Eda aus einem Stück, eines Talismaneichenbaumes geschnitzt, nachdem sie ihre Hexenprüfung abgelegt hatte. Unter Heulberts rechtem Fuß befindet sich seine Arretierung, durch die er, wie andere Vertrautentiere auch, nur auf den Zauberstab seiner Besitzerin passt. In der Folge „Wo ist Heulbert?“, leiht sich Luz Edas Zauberstab ohne Erlaubnis aus, woraufhin durch eine Bruchlandung, Heulbert verletzt wird und Schutz bei Lady Fledermaus sucht. In dieser Folge erfährt man, dass die Vertrautentiere nicht nur magische Objekte, sondern fühlende Wesen mit eigenem Charakter sind.
Heulbert ist Eda gegenüber zwar treu, kann jedoch auch schelmisch sein. So spielte etwa lieber „Hau die Giraffe“ auf einem Jahrmarkt, anstatt Eda zu helfen, als diese Ärger mit dem Direktor des Jahrmarkts hatte.

#### Alador Blight
Alador ist der Vater von Emira, Edric und Amity. Er hat braunes Haar, goldene Augen, trägt Labor-Kleidung mit violetten Abscheulichkeits-Flecken und zumeist eine violette Schutzbrille auf der Stirn. Er ist ein mächtiger Hexer und gilt als einer der besten Erschaffer von Abscheulichkeiten auf den Brodelnden Inseln. So erschuf er auch unter anderem die überaus mächtigen Abscheulichkeits-Soldaten für Imperator Belos, als auch ein gigantisches Exoskelett für Kikimora. Wegen seiner Arbeit vernachlässigte er leider anfangs seine Kinder sehr, baute aber im Verlaufe der Serie ein sich stetig besserndes Verhältnis zu ihnen auf.
Er wird sehr von seiner Frau, Odalia unter Druck gesetzt und die meiste Zeit von dieser herumkommandiert. So musste er beispielsweise trotz einer Krankheit viel arbeiten, weil seine Frau die Hälfte des Teams entlassen hatte und den Liefertermin, für die Bestellungen des Imperators, trotzdem nicht änderte. Nach dem Tag des Einklangs wollte Alador seine Kinder besser kennenlernen, jedoch erfuhr er, dank King, von Belos’ Entzugszauber (engl.: drainig spell) und stellte sich gegen seine Frau, Odalia, welche Belos jedoch weiterhin unterstützte, obwohl sie bereits seit Längerem vom Entzugszauber und der Wahrheit hinter dem Tag des Einklangs wusste.

## Entstehung

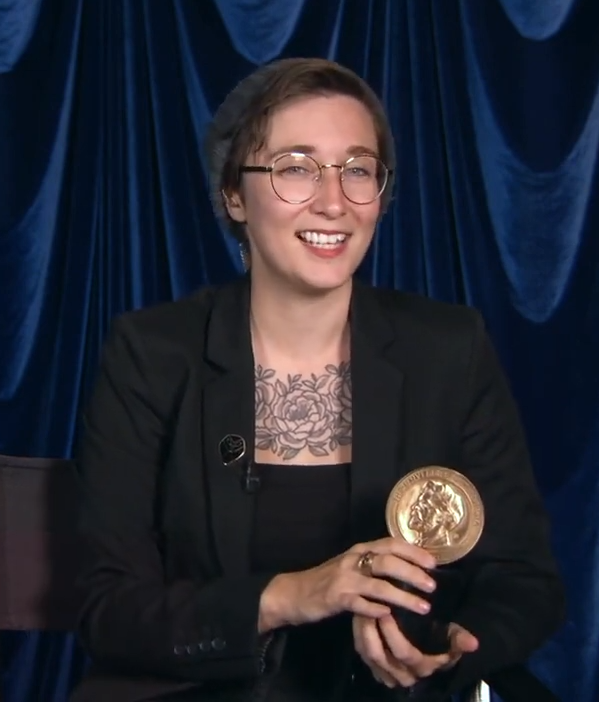
Dana Terrace bei den Peabody Awards 2021

Vor ihrem eigenständigen Debüt mit Willkommen im Haus der Eulen arbeitete Erstellerin Dana Terrace als Regisseurin und Storyboarderin der von der Firma Disney Television Animation hervorgebrachten Zeichentrickserien Willkommen in Gravity Falls und Duck Tales, wo sie sich kreativ nicht erfüllt fühlte. Zusammen mit Ricky Cometa, bekannt für seine Arbeit als Artdirector von Steven Universe, entwickelte sie das Konzept und den visuellen Stil der Serie. Als Inspirationsquellen für die surrealistischen Aspekte nennt sie die Werke von Hieronymus Bosch, Remedios Varo und John Bauer.
Ihre Serie wurde im Februar 2018 von Disney Channel verkündet und sollte bereits im folgenden Jahr erscheinen, wurde allerdings in den Januar 2020 verschoben. Die Ausstrahlung in Deutschland erfolgte im August desselben Jahres, im Oktober wurde die Serie auf Disney+ veröffentlicht.
Im Mai 2021 wurde eine stark gekürzte dritte Staffel angekündigt, die statt den üblichen 20 Episoden nur aus drei längeren Folgen mit jeweils 44 Minuten Laufzeit bestehen würde. Als offizielle Begründung galt, dass die Serie eine ältere Zuschauergruppe anspreche und daher nicht mehr zur Marke von Disney passe.

## Disney Chibiverse
In der Serie Disney Chibiverse aus dem Jahr 2022 spielen Luz und ihre Freunde Gastrollen in Form von verniedlichten sogenannten Chibi-Gestalten. Über diese abgeänderten Charaktere werden in der Serie Disney Chibiverse mehrere kurze Teilepisoden ausgestrahlt, welche gezielt humorvoll dargestellt sind.

## Musik und Sound
Die Vorspannmusik der Serie Willkommen im Haus der Eulen ist ein vom DJ Trevis Jerry komponiertes Musikstück im Viervierteltakt und in c-Moll. Dieses taucht in allen Vorspannen auf und nimmt im Vorspann der dritten Staffel eine erweiterte Form an. Die Abspannmusik ist ein Musikstück in Ges-Dur und wird in einem langsameren Viervierteltakt gespielt. Viele Soundtracks in dieser Serie enthalten Sprünge der Tonarten im Intervall der kleinen und großen Terzen. Einige Soundtracks wie die Vorspannmusik beinhalten ebenso die verminderte Quinte in Relation zum Ton der Tonart vom betroffenen Stück. Die in Durtonart stehenden Soundtracks haben meist eine im lydischen Modus stehende Tonart und beinhalten somit das übermäßige Quartett in Relation zum Grundton. Die Soundtracks ab der zweiten Staffel sind meist von Brad Breeck komponiert.

## Synchronisation

Alex Hirsch als Originalstimme von King und Holzi in Willkommen im Haus der Eulen, hier bei einer Vorstellung zur Serie Willkommen in Gravity Falls

Die deutschsprachige Synchronisation entsteht unter der Dialogregie von Marina Köhler durch die Synchronfirma SDI Media Germany in München.
| Figur                                     | Originalsprecher         | Deutscher Sprecher       |
| ----------------------------------------- | ------------------------ | ------------------------ |
| Luz Noceda                                | Sarah-Nicole Robles      | Paulina Rümmelein        |
| Edalyn „Eda“ Dornenklaue                  | Wendie Malick            | Dagmar Dempe             |
| King                                      | Alex Hirsch              | Pascal Fligg             |
| Holzi                                     | Alex Hirsch              | Pascal Fligg             |
| Willow Park                               | Tati Gabrielle           | Maresa Sedlmeir          |
| Augustus „Gus“ Porter                     | Isaac Ryan Brown         | Benjamin Weygand         |
| Amity Blight                              | Mae Whitman              | Malika Bayerwaltes       |
| Hieronymus Buckel                         | Bumper Robinson          | Pat Zwingmann            |
| Abscheulichkeiten-Professor               | JB Blanc                 | Gerd Meyer               |
| Lilith Dornenklaue                        | Cissy Jones              | Claudia Urbschat-Mingues |
| Imperator Belos                           | Matthew Rhys             | Philipp Moog             |
| Sammler                                   | Fryda Wolff              | Daniel Schlauch          |
| „Goldener Wächter“ Hunter                 | Zeno Robinson            | Benjamin Krause          |
| Kikimora                                  | Mela Lee                 | Sophie Rogall            |
| Boscha                                    | Eden Riegel              | Anna Ewelina             |
| Skara                                     | Kimberly Brooks          | Judith Peres             |
| Emira Blight                              | Erica Lindbeck           | Marcia von Rebay         |
| Edric Blight                              | Ryan O’Flanagan          | Maximilian Belle         |
| Direktor Grimm                            | Roger Craig Smith        | Alexander Wohnhaas       |
| Tinella Nase                              | Dana Terrace             | Katharina von Daake      |
| Lady Fledermaus                           | Isabella Rossellini      | Madeleine Stolze         |
| Tibblet-Tibblie „Tibbles“ Grimmhammer III | Parvesh Cheena           | Jakob Riedl              |
| Patch                                     | Kevin Michael Richardson | Tilo Schmitz             |
| Tom                                       | Fred Tatasciore          | Klaus-Dieter Klebsch     |
| Mattholomule                              | Jorge Diaz               | Felix Mayer              |
| Camila Noceda                             | Elizabeth Grullon        | Alisa Palmer             |
| Schulleiter Hal                           | Keith Ferguson           | Gerhard Jilka            |

## Episodenliste

### Staffel 1
| Nr. (ges.) | Nr. (St.) | Deutscher Titel             | Originaltitel                      | Erstausstrahlung (USA) | Deutschsprachige Erstveröffentlichung (D/A/CH) | Regie                             | Drehbuch                                                                     |
| ---------- | --------- | --------------------------- | ---------------------------------- | ---------------------- | ---------------------------------------------- | --------------------------------- | ---------------------------------------------------------------------------- |
| 1          | 1         | Luz im Reich der Dämonen    | A Lying Witch and a Warden         | 10. Jan. 2020          | 31. Aug. 2020                                  | Stephen Sandoval                  | Dana Terrace & Rachel Vine                                                   |
| 2          | 2         | Die Auserwählte             | Witches before Wizards             | 17. Jan. 2020          | 1. Sep. 2020                                   | Stu Livingston                    | Rachel Vine                                                                  |
| 3          | 3         | In der Zauberschule         | I Was a Teenage Abomination        | 24. Jan. 2020          | 2. Sep. 2020                                   | Stephen Sandoval                  | John Bailey Owen & Dana Terrace                                              |
| 4          | 4         | Das Elixier                 | The Intruder                       | 31. Jan. 2020          | 3. Sep. 2020                                   | Stu Livingston                    | Dana Terrace, Rachel Vine & Manuel Jesse Nieto Jr.                           |
| 5          | 5         | Hexenzirkel                 | Covention                          | 7. Feb. 2020           | 4. Sep. 2020                                   | Aminder Dhaliwal & Stu Livingston | Dana Terrace, Rachel Vine & Charley Feldman                                  |
| 6          | 6         | Holzi außer Rand und Band   | Hooty's Moving Hassle              | 21. Feb. 2020          | 7. Sep. 2020                                   | Stephen Sandoval                  | Jeff Trammell, Charley Feldman, John Bailey Owen, Rachel Vine & Dana Terrace |
| 7          | 7         | Amitys Tagebuch             | Lost in Language                   | 7. Feb. 2020           | 8. Sep. 2020                                   | Aminder Dhaliwal                  | Zach Marcus, Rachel Vine & Dana Terrace                                      |
| 8          | 8         | Körpertausch                | Once Upon a Swap                   | 6. März 2020           | 9. Sep. 2020                                   | Aminder Dhaliwal                  | Charley Feldman, Rachel Vine & Dana Terrace                                  |
| 9          | 9         | Die Menschen AG             | Something Ventured, Someone Framed | 13. März 2020          | 11. Sep. 2020                                  | Sage Cotugno                      | Zach Marcus                                                                  |
| 10         | 10        | Wo ist Heulbert             | Escape of the Palisman             | 20. März 2020          | 10. Sep. 2020                                  | Aminder Dhaliwal                  | John Bailey Owen, Rachel Vine & Dana Terrace                                 |
| 11         | 11        | Gefühl und Unverstand       | Sense and Insensitivity            | 11. Juli 2020          | 14. Sep. 2020                                  | Stu Livingston                    | Zach Marcus                                                                  |
| 12         | 12        | Ein Neuer Zauber            | Adventures in the Elements         | 18. Juli 2020          | 15. Sep. 2020                                  | Sage Cotugno                      | Dana Terrace & John Bailey Owen                                              |
| 13         | 13        | Erster Schultag             | The First Day                      | 25. Juli 2020          | 16. Sep. 2020                                  | Sage Cotugno                      | Dana Terrace, Zach Marcus, Rachel Vine & John Bailey Owen                    |
| 14         | 14        | Winzig Kleine Probleme      | Really Small Problems              | 1. Aug. 2020           | 17. Sep. 2020                                  | Stu Livingston                    | Zach Marcus & Dana Terrace                                                   |
| 15         | 15        | Erinnerungen                | Understanding Willow               | 1. Aug. 2020           | 26. Okt. 2020                                  | Aminder Dhaliwal                  | John Bailey Owen                                                             |
| 16         | 16        | Die Grom-Königin            | Enchanting Grom Fright             | 8. Aug. 2020           | 27. Okt. 2020                                  | Stu Livingston                    | Molly Ostertag                                                               |
| 17         | 17        | Kampfgeist                  | Wing it Like Witches               | 15. Aug. 2020          | 28. Okt. 2020                                  | Sage Cotugno                      | Molly Ostertag & Rachel Vine                                                 |
| 18         | 18        | Der heilende Hut            | Agony of a Witch                   | 22. Aug. 2020          | 29. Okt. 2020                                  | Aminder Dhaliwal                  | John Bailey Owen                                                             |
| 19         | 19        | Junges Blut und alte Seelen | Young Blood Old Souls              | 29. Aug. 2020          | 30. Okt. 2020                                  | Stephen Sandoval                  | Rachel Vine & Dana Terrace                                                   |

Die Anfangsbuchstaben der Originaltitel ergeben, hintereinander gelesen, den Satz „A WITCH LOSES A TRUE WAY“ (etwa „Eine Hexe kommt vom wahren Pfad ab“). Bei der deutschen Übersetzung der Episodentitel ist dieses Akrostichon verloren gegangen.

### Staffel 2
| Nr. (ges.) | Nr. (St.) | Deutscher Titel                     | Originaltitel                          | Erstausstrahlung (USA) | Deutschsprachige Erstveröffentlichung (D/A/CH) | Regie              | Drehbuch                                     |
| ---------- | --------- | ----------------------------------- | -------------------------------------- | ---------------------- | ---------------------------------------------- | ------------------ | -------------------------------------------- |
| 20         | 1         | Getrennte Gezeiten                  | Separate Tides                         | 12. Juni 2021          | 1. Nov. 2021                                   | Amelia Lorenz      | Zach Marcus                                  |
| 21         | 2         | Der Verweis                         | Escaping Expulsion                     | 19. Juni 2021          | 2. Nov. 2021                                   | Bosook „Bo“ Coburn | Molly Ostertag & Dana Terrace                |
| 22         | 3         | Stimmen der Vergangenheit           | Echoes of the Past                     | 26. Juni 2021          | 3. Nov. 2021                                   | Bridget Underwood  | Mikki Crisostomo                             |
| 23         | 4         | Mutter Dornenklaue                  | Keeping up A-fear-ances                | 3. Juli 2021           | 4. Nov. 2021                                   | Amelia Lorenz      | Zach Marcus                                  |
| 24         | 5         | Die Spiegelglas-Ruinen              | Through the Looking Glass Ruins        | 10. Juli 2021          | 5. Nov. 2021                                   | Bosook „Bo“ Coburn | Molly Ostertag & Dana Terrace                |
| 25         | 6         | Das Geheimnis des Goldenen Wächters | Hunting Palismen                       | 17. Juli 2021          | 8. Nov. 2021                                   | Bridget Underwood  | Dana Terrace                                 |
| 26         | 7         | Magische Klänge                     | Eda's Requiem                          | 24. Juli 2021          | 9. Nov. 2021                                   | Amelia Lorenz      | Dana Terrace                                 |
| 27         | 8         | Tunnel der Liebe                    | Knock, Knock, Knockin' On Hooty’s Door | 31. Juli 2021          | 11. Nov. 2021                                  | Amelia Lorenz      | Zach Marcus, John Bailey Owen & Dana Terrace |
| 28         | 9         | Eklipsen-See                        | Eclipse Lake                           | 7. Aug. 2021           | 10. Nov. 2021                                  | Bridget Underwood  | Dana Terrace                                 |
| 29         | 10        | Die Lüge von gestern                | Yesterday's Lie                        | 14. Aug. 2021          | 12. Nov. 2021                                  | Bosook „Bo“ Coburn | Molly Ostertag & Dana Terrace                |
| 30         | 11        | Unsinn auf der Zirkel-Parade        | Follies at the Coven Day Parade        | 19. März 2022          | 1. Aug. 2022                                   | Bosook „Bo“ Coburn | Dana Terrace                                 |
| 31         | 12        | Anderswo und anderswann             | Elsewhere and Elsewhen                 | 26. März 2022          | 2. Aug. 2022                                   | Bridget Underwood  | Zach Marcus                                  |
| 32         | 13        | Stürmischer Sport                   | Any Sport in a Storm                   | 2. Apr. 2022           | 3. Aug. 2022                                   | Amelia Lorenz      | John Bailey Owen                             |
| 33         | 14        | Reich mir die Hand                  | Reaching Out                           | 9. Apr. 2022           | 4. Aug. 2022                                   | Bosook „Bo“ Coburn | Dana Terrace                                 |
| 34         | 15        | So ist das Leben, Kleine            | Them's the Breaks, Kid                 | 16. Apr. 2022          | 5. Aug. 2022                                   | Zach Marcus        | Bridget Underwood                            |
| 35         | 16        | Düstere Gedanken                    | Hollow Mind                            | 23. Apr. 2022          | 6. Aug. 2022                                   | Amelia Lorenz      | Madeleine Hernandez, John Bailey Owen        |
| 36         | 17        | Am Rande der Welt                   | Edge of the World                      | 30. Apr. 2022          | 7. Aug. 2022                                   | Bosook „Bo“ Coburn | Mikki Crisostomo                             |
| 37         | 18        | Im Labyrinth                        | Labyrinth Runners                      | 7. Mai 2022            | 8. Aug. 2022                                   | Bridget Underwood  | Dana Terrace, Luz Batista                    |
| 38         | 19        | Oh Titan!                           | O Titan, Where Art Thou                | 14. Mai 2022           | 9. Aug. 2022                                   | Amelia Lorenz      | Zach Marcus                                  |
| 39         | 20        | Das Beste für die Familie           | Clouds on the Horizon                  | 21. Mai 2022           | 10. Aug. 2022                                  | Bosook „Bo“ Coburn | Emmy Cicierega, Mikki Crisostomo             |
| 40         | 21        | Tag des Einklangs                   | King's Tide                            | 28. Mai 2022           | 11. Aug. 2022                                  | Bridget Underwood  | Zach Marcus, Dana Terrace                    |

Die Anfangsbuchstaben der Originaltitel ergeben die Worte „SEEK THE KEY FEAR THE LOCK“ („Suche den Schlüssel, fürchte das Schloss“).

### Staffel 3
| Nr. (ges.) | Nr. (St.) | Deutscher Titel        | Originaltitel         | Erstausstrahlung (USA) | Deutschsprachige Erstveröffentlichung (D/A/CH) | Regie                                  | Drehbuch                                                                                     |
| ---------- | --------- | ---------------------- | --------------------- | ---------------------- | ---------------------------------------------- | -------------------------------------- | -------------------------------------------------------------------------------------------- |
| 41         | 1         | Dank ihnen             | Thanks to Them        | 15. Okt. 2022          | 15. Juli 2023                                  | Bosook „Bo“ Coburn & Amelia Lorenz     | Emmy Cicierega, Mikki Crisostomo, Madeleine Hernandez, Zach Marcus & John Bailey Owen        |
| 42         | 2         | Für die Zukunft        | For the Future        | 21. Jan. 2023          | 15. Juli 2023                                  | Amelia Lorenz & Bridget Underwood      | Mikki Crisostomo, Madeleine Hernandez, Zach Marcus & John Bailey Owen                        |
| 43         | 3         | Beobachten und Träumen | Watching and Dreaming | 8. Apr. 2023           | 15. Juli 2023                                  | Bosook „Bo“ Coburn & Bridget Underwood | Emmy Cicierega, Daun Han, Ben Holm, Yasmin Khudari, Amelia Lorenz, King Pecora & Hayley Wong |

Die ersten Worte der Originaltitel ergeben den Satz „Thanks For Watching“ („Vielen Dank fürs Zusehen“).